# Districte de Baden (Argòvia)
El districte de Baden és un districte de Suïssa, al cantó d'Argòvia. El cap del districte és Baden, té 26 municipis, una superfície de 153,07 km² i  una població estimada de 152.157 habitants el 2023.

## Municipis

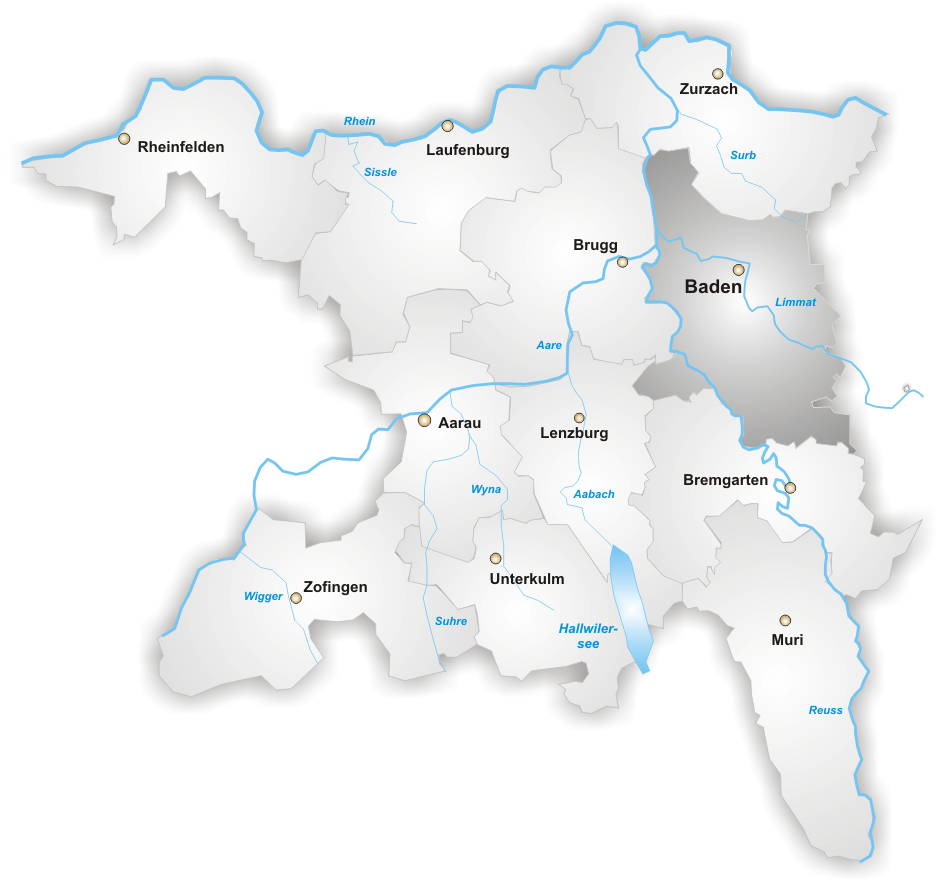
Districte de Baden

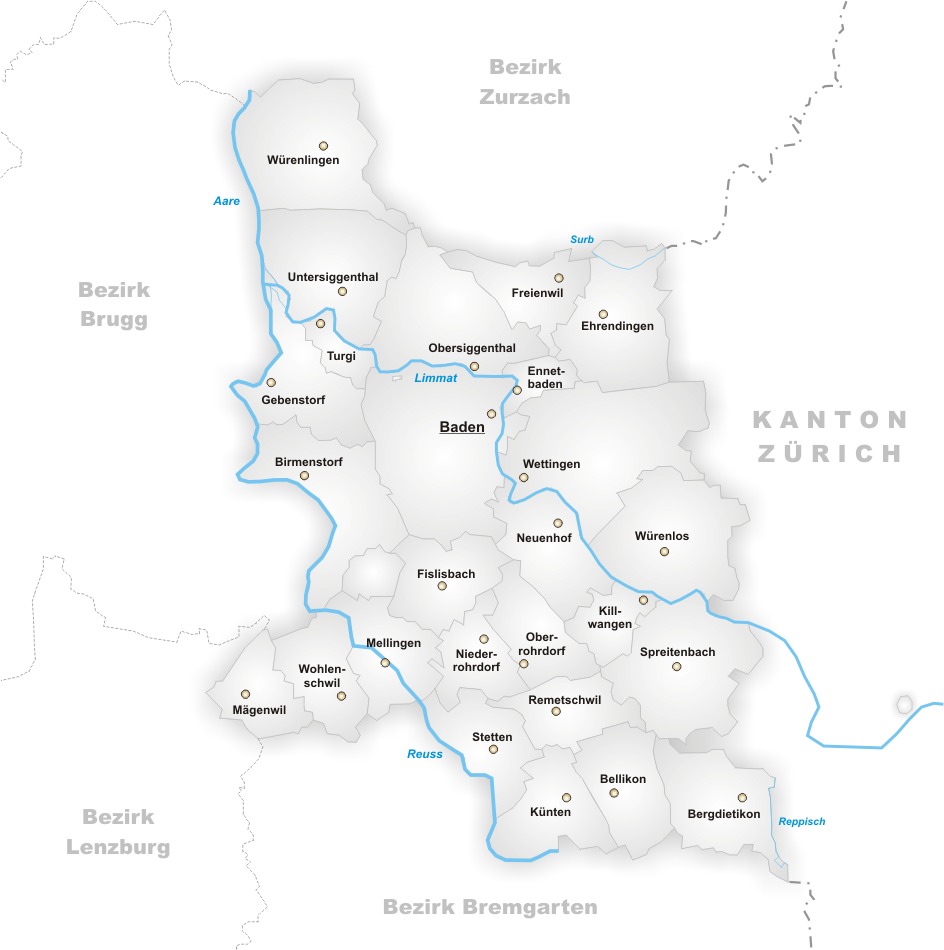
Municipis del districte de Baden

| Escut           | Municipis       | Habitants (31.12.2004) | Superfície en km² |
| --------------- | --------------- | ---------------------- | ----------------- |
| Baden           | Baden           | 19.621                 | 14,72             |
| Bellikon        | Bellikon        | 1.544                  | 4,94              |
| Bergdietikon    | Bergdietikon    | 2.909                  | 5,94              |
| Birmenstorf     | Birmenstorf     | 2.962                  | 7,8               |
| Ehrendingen     | Ehrendingen     | 4.880                  | 7,31              |
| Ennetbaden      | Ennetbaden      | 3.486                  | 2,11              |
| Fislisbach      | Fislisbach      | 5.578                  | 5.05              |
| Freienwil       | Freienwil       | 1.110                  | 3,99              |
| Gebenstorf      | Gebenstorf      | 5.514                  | 5,64              |
| Killwangen      | Killwangen      | 2.051                  | 2,43              |
| Künten          | Künten          | 1.838                  | 4,89              |
| Mägenwil        | Mägenwil        | 2.139                  | 3,48              |
| Mellingen       | Mellingen       | 5.865                  | 4,86              |
| Neuenhof        | Neuenhof        | 8.954                  | 5,37              |
| Niederrohrdorf  | Niederrohrdorf  | 4.225                  | 3,33              |
| Oberrohrdorf    | Oberrohrdorf    | 4.037                  | 4,3               |
| Obersiggenthal  | Obersiggenthal  | 8.661                  | 8,36              |
| Remetschwil     | Remetschwil     | 2.023                  | 3,88              |
| Spreitenbach    | Spreitenbach    | 12.126                 | 8,6               |
| Stetten         | Stetten         | 2.224                  | 4,41              |
| Untersiggenthal | Untersiggenthal | 7.229                  | 8,28              |
| Wettingen       | Wettingen       | 21.099                 | 10,59             |
| Wohlenschwil    | Wohlenschwil    | 1.677                  | 4,39              |
| Würenlingen     | Würenlingen     | 4.838                  | 9,37              |
| Würenlos        | Würenlos        | 6.511                  | 9,03              |

El 2024 Turgi es va fusionar amb Baden.